# Hamma Bouziane
Pour les articles homonymes, voir Bouziane.
Hamma Bouziane (en arabe : حامة بوزيان ; en tifinagh : ⵃⴰⵎⵎⴰ ⴱⵓⵣⵉⴰⵏ), anciennement Hamma-Plaisance lors de la colonisation française, est une commune de la wilaya de Constantine, en Algérie.

## Géographie
La commune de Hamma Bouziane est située au nord-ouest de la wilaya de Constantine, à 10 km au nord de Constantine.
| Messaoud Boudjriou           | Beni Hamiden, Didouche Mourad | Didouche Mourad              |
| Messaoud Boudjriou, Ibn Ziad | Hamma Bouziane                | Didouche Mourad, Constantine |
| Ibn Ziad                     | Constantine                   | Constantine                  |

## Histoire
Cette commune constitue une ancienne section de Constantine. Elle devient une commune de plein exercice par décret du 15 octobre 1866[réf. nécessaire] et prend alors le nom de Hamma-Plaisance par décret du 23 mars 1932[réf. nécessaire].Le village du Hamma est formé spontanément dans les années 1840 et son territoire devient une section de Constantine par décret du 25 mai 1861. Il est érigé en commune de plein exercice, avec Aïn Kerma pour section, par décret du 15 octobre 1866.
Il reçoit le nom de Hamma-Plaisance par décret du 23 mars 1933.
Le centre de transit du Hamma y est établi en 1960.

Nom actuel : Hamma Bouziane.

## Démographie
Hamma Bouziane est la troisième commune la plus peuplée de la wilaya de Constantine après Constantine et El Khroub, selon le recensement général de la population et de l'habitat de 2008, la population de la commune est évaluée à 79 952 habitants contre 21 622 en 1977, la commune enregistre un fort taux de croissance annuel (3,3 % contre 1,5 % pour l’ensemble de la wilaya), sur la période 2008-1998.
| 1977   | 1987   | 1998   | 2008   |
| ------ | ------ | ------ | ------ |
| 21 622 | 34 053 | 57 786 | 79 952 |